# Провіденс Тауншип (округ Ланкастер, Пенсільванія)
Провіденс Тауншип (англ. Providence Township) — селище (англ. township) в США, в окрузі Ланкастер штату Пенсільванія. Населення — 6995 осіб (2020).

## Демографія
Згідно з переписом 2010 року, у селищі мешкало 6897 осіб у 2544 домогосподарствах у складі 1932 родин. Було 2651 помешкання
Расовий склад населення:
| - 97,5 % — білих - 0,7 % — чорних або афроамериканців - 0,3 % — корінних американців - 0,2 % — азіатів - 0,1 % — вихідців з тихоокеанських островів |

До двох чи більше рас належало 0,7 %. Частка іспаномовних становила 2,0 % від усіх жителів.
За віковим діапазоном населення розподілялося таким чином: 24,5 % — особи молодші 18 років, 60,6 % — особи у віці 18—64 років, 14,9 % — особи у віці 65 років та старші. Медіана віку мешканця становила 42,3 року. На 100 осіб жіночої статі у селищі припадало 98,4 чоловіків;  на 100 жінок у віці від 18 років та старших — 96,5 чоловіків також старших 18 років.
Середній дохід на одне домашнє господарство  становив 58 415 доларів США (медіана — 44 722), а середній дохід на одну сім'ю — 67 975 доларів (медіана — 60 974). Медіана доходів становила 50 625 доларів для чоловіків та 31 333 долари для жінок. За межею бідності перебувало 11,2 % осіб, у тому числі 26,7 % дітей у віці до 18 років та 4,5 % осіб у віці 65 років та старших.
Цивільне працевлаштоване населення становило 3306 осіб. Основні галузі зайнятості: роздрібна торгівля — 18,4 %, виробництво — 17,8 %, освіта, охорона здоров'я та соціальна допомога — 14,7 %, будівництво — 11,6 %.